# Acuto Učida
Acuto Učida (japonsky: 内田 篤人, (anglickým přepisem Atsuto Uchida) * 27. března 1988) je japonský fotbalový obránce hrající za japonský klub Kashima Antlers.
Před nástupem za Kašima Antlers v roce 2006 reprezentoval za klub prestižní střední školy ve Východním Šimizu, kde studoval - Šimizu-higaši High School. Jeho debut za A-mužstvo Japonska proběhl v zápase proti Chile 26. ledna 2008 v Tokiu (remíza 0:0).
S japonskou reprezentací se zúčastnil fotbalového MS 2010 v Jihoafrické republice, Mistrovství světa ve fotbale hráčů do 20 let 2007, Asijského poháru 2011, Konfederačního poháru FIFA 2013 a East Asian Football Championship 2008 a 2010.

## Statistiky
| Japonsko | Japonsko | Japonsko |
| Roky     | Záp.     | Góly     |
| -------- | -------- | -------- |
| 2008     | 14       | 1        |
| 2009     | 13       | 0        |
| 2010     | 7        | 0        |
| 2011     | 11       | 0        |
| 2012     | 7        | 0        |
| 2013     | 13       | 0        |
| 2014     | 7        | 1        |
| 2015     | 2        | 0        |
| Celkem   | 74       | 2        |